# Rodolfo González Rissotto
Rodolfo González Rissotto  (Montevidéu, 7 de outubro de 1949 — Montevidéu, 28 de março de 2020) foi professor de história e político uruguaio filiado ao Partido Nacional do Uruguai.
De 1996 a 2010, foi Ministro do Tribunal Eleitoral do Uruguai.
Em 28 de março de 2020, morreu vítima de COVID-19.